# 泰和县 (古代)
泰和县，古县名。北宋宣和三年（1121年）改万寿县置，治所在今安徽省太和县东原墙镇。属顺昌府。金朝时，属颖州。元朝至元二年（1265年）废，大德八年（1304年）复置，改名太和县，移治今址。